# Fontaine-Milon
Fontaine-Milon és un municipi francès situat al departament de Maine i Loira i a la regió de País del Loira. L'any 2007 tenia 415 habitants.

## Demografia

### Població
El 2007 la població de fet de Fontaine-Milon era de 415 persones. Hi havia 148 famílies de les quals 24 eren unipersonals (20 homes vivint sols i 4 dones vivint soles), 48 parelles sense fills, 64 parelles amb fills i 12 famílies monoparentals amb fills.
La població ha evolucionat segons el següent gràfic:
Habitants censats

### Habitatges
El 2007 hi havia 189 habitatges, 152 eren l'habitatge principal de la família, 18 eren segones residències i 19 estaven desocupats. 184 eren cases i 4 eren apartaments. Dels 152 habitatges principals, 115 estaven ocupats pels seus propietaris, 36 estaven llogats i ocupats pels llogaters i 1 estava cedit a títol gratuït; 8 tenien dues cambres, 27 en tenien tres, 40 en tenien quatre i 77 en tenien cinc o més. 115 habitatges disposaven pel capbaix d'una plaça de pàrquing. A 65 habitatges hi havia un automòbil i a 83 n'hi havia dos o més.

### Piràmide de població
La piràmide de població per edats i sexe el 2009 era:
| Homes | Edats   | Dones |
| ----- | ------- | ----- |
| 0     | 95 o +  | 0     |
| 0     | 90 a 94 | 0     |
| 0     | 85 a 89 | 0     |
| 8     | 80 a 84 | 0     |
| 8     | 75 a 79 | 8     |
| 16    | 70 a 74 | 8     |
| 12    | 65 a 69 | 8     |
| 0     | 60 a 64 | 12    |
| 4     | 55 a 59 | 0     |
| 12    | 50 a 54 | 16    |
| 24    | 45 a 49 | 16    |
| 12    | 40 a 44 | 16    |
| 20    | 35 a 39 | 12    |
| 0     | 30 a 34 | 4     |
| 16    | 25 a 29 | 12    |
| 0     | 20 a 24 | 8     |
| 36    | 15 a 19 | 20    |
| 16    | 10 a 14 | 8     |
| 8     | 5 a 9   | 12    |
| 4     | 0 a 4   | 8     |

## Economia
El 2007 la població en edat de treballar era de 254 persones, 196 eren actives i 58 eren inactives. De les 196 persones actives 171 estaven ocupades (100 homes i 71 dones) i 25 estaven aturades (11 homes i 14 dones). De les 58 persones inactives 17 estaven jubilades, 22 estaven estudiant i 19 estaven classificades com a «altres inactius».

### Ingressos
El 2009 a Fontaine-Milon hi havia 163 unitats fiscals que integraven 439,5 persones, la mediana anual d'ingressos fiscals per persona era de 16.233 €.

### Activitats econòmiques
Dels 9 establiments que hi havia el 2007, 1 era d'una empresa de fabricació de material elèctric, 7 d'empreses de construcció i 1 d'una empresa financera.
Dels 7 establiments de servei als particulars que hi havia el 2009, 1 era un guixaire pintor, 2 fusteries, 1 lampisteria, 2 electricistes i 1 empresa de construcció.
L'any 2000 a Fontaine-Milon hi havia 6 explotacions agrícoles que ocupaven un total de 105 hectàrees.

## Poblacions més properes
El següent diagrama mostra les poblacions més properes.